# Каценбоген, Соломон Захарович
Соломо́н Заха́рович Каценбо́ген (10 мая 1889 — 1 сентября 1946) — советский юрист, социолог и философ, профессор, в разные годы возглавлявший СГУ им. Н. Г. Чернышевского и ЛГПИ им. А. И. Герцена. Один из основоположников научной социологии в СССР.

## Биография
Родился 10 мая 1889 года в Минске.
- 1898—1910 годы — учеба в одной из минских гимназий, а затем одной из гимназий Гродно.
- 1904—1905 годы — участие в протестных выступлениях, из-за чего исключен из минской гимназии.
- 1910—1914 годы — учеба на экономическом факультете Киевского коммерческого института.
- 1914—1917 годы — учеба на юридическом факультете Петроградского психоневрологического института.
- март — ноябрь 1917 года — заместитель председателя Бобруйского Совета рабочих, солдатских и крестьянских депутатов (от меньшевиков).
- февраль 1919 года — июль 1920 года — народный комиссар социального обеспечения Литовско-Белорусской ССР.
- с декабря 1920 года — заместитель народного комиссара просвещения Белорусской ССР.
- с июля 1921 года — сентябрь 1925 года — работа в Белорусском государственном университете.
- 1925—1932 годы — работа в Саратовском государственном университете.
- 1925—1928 годы — декан факультета хозяйства и права и одновременно заведующий кафедрой исторического материализма.
- 1928—1932 — ректор Саратовского государственного университета.
- 1932—1935 — ректор Педагогического института им. А. И. Герцена в Ленинграде.
- 1935—1936 — ректор Свердловского государственного педагогического института
- 1939—1946 — преподавал в Уральском государственном университете.

В 1930-е годы арестовывался НКВД по обвинению в контрреволюционной националистической и троцкистской деятельности.
Скончался 1 сентября 1946 года в Свердловске.

## Публикации

### Книги, монографии, учебные пособия
- Каценбоген С. З. Марксистская социология. — Минск: Издание Профкома Рабпрос Б. Г. У., 1925. — 210 с.
- Каценбоген С. З. Марксистская социология. — 2013. — 140 с. — ISBN 5458532120.
- Каценбоген С. З. Первобытный человек. Опыт социологического анализа этнографического романа Ренэ Марана «Батуала». — Минск: Белтрестпечать, 1923. — 50 с.
- Каценбоген С. З. Что такое марксизм? (Философские и Социологические основания). — Минск: Белгосиздат, 1925. — 157 с.